# Théobald du Dorat
Pour les articles homonymes, voir Thibaut#Saints chrétiens.
 (juillet 2016).
Si vous disposez d'ouvrages ou d'articles de référence ou si vous connaissez des sites web de qualité traitant du thème abordé ici, merci de compléter l'article en donnant les références utiles à sa vérifiabilité et en les liant à la section « Notes et références ».
Saint Théobald est né en 990 au Cheix dans la paroisse de la Bazeuge près du Dorat. Ses parents étaient des cultivateurs plus riches en vertus qu'en biens. Fête le 6 novembre,.
Attirés par la réputation d'Israël du Limousin, ses parents le confièrent au chapitre du Dorat. Théobald alla à Périgueux compléter son instruction. Il y séjourna quelques années. À son retour, il fut admis au chapitre. Cependant, par humilité, il n'accepta pas le sacerdoce et resta diacre. En tant que trésorier et sacristain, il fut chargé de l'administration de la collégiale Saint-Pierre du Dorat, dont une partie servait déjà au culte, l'autre étant en voie d'achèvement. À l'exemple d'Israël, il eut une prédilection pour les malades et les pauvres. Il fut chargé de terminer l'instruction de saint Gautier de Lesterps, l'élève le plus brillant de l'école, mais marquait une préférence pour les esprits rebelles et incultes, les enfants disgraciés de la nature ; aucun échec ne le rebutait. 
Âgé de 87 ans, il mourut le 6 novembre 1070. Son corps fut déposé auprès de celui de saint Israël. 